# Jorge Abril
Jorge Stiven Abril García, noto semplicemente come Jorge Abril (26 luglio 1987), è un giocatore di calcio a 5 colombiano.

## Carriera
Con la nazionale colombiana ha disputato due edizioni della Coppa del Mondo e tre di Copa América.

## Palmarès
- Campionato colombiano: 3
Real Bucaramanga: 2015 (I), 2016 (II)
Leones de Nariño: 2017 (II)